# Powerline Communication
PowerLine Communication (PLC) je obecná zkratka označující úzkopásmový a širokopásmový přenos zpráv po elektrické síti. Pro širokopásmové přenosy se užívá též zkratky BPL (Broadband over Powerline).
Technologií PLC se v současné době (březen 2007) zabývají 4 hlavní sdružení:
- PLC Forum
- PowerLine Communications Association
- United Power Line Council
- PLC Utilities Alliance

Díky jejich vzájemné spolupráci vznikl projekt OPERA, jehož cílem je dosáhnout unifikace a standardizace proprietárních řešení různých výrobců týkajících se technologie PLC. Spolu s vysokými přenosovými rychlostmi (10 - 200 Mbit/s) by mohla PLC konkurovat jak DSL, tak CATV službám.
Standardizace spadá pod skupinu IEEE P1901.

## Powerline adaptér
Jedná se o zařízení, které je schopné zajistit předání datového signálu v počítačové síti mezi dvěma body po vodičích běžné elektrické sítě pomocí vysokofrekvenčního přenosu.

### Výhody
- Bez nutnosti natahovat kabely zvlášť pro datovou síť.[zdroj⁠?!]
- Možná levnější realizace sítě.[zdroj⁠?!]

### Nevýhody
- Pomalejší rychlosti datového přenosu než v běžné datové síti.[zdroj⁠?!]

### Funkčnost
Powerline adaptér tvoří konstantní přenosovou frekvenci, na kterou moduluje data. Tento signál se šíří po elektrických rozvodech. Druhý powerline adaptér zapojený v libovolné elektrické zásuvce signál rozpozná a dekóduje jej.

### Specifikace pro powerline přenosy
- HomePlug 1.0 (2001) - Rychlosti až 14 Mbit/s
- HomePlug AV (2005) - Rychlosti až 200 Mbit/s
- HomePlug AV2 (2012) - Rychlosti až 500 Mbit/s[2]